# Aston, South Yorkshire
Aston är en stad i South Yorkshire. Staden ligger cirka 3 km från Rother valley country park. Aston angränsar till Aughton och Swallownest, och tillhör Aston cum Aughtons civil parish.